# Günther Ohloff
Günther Ohloff (* 21. Juli 1924 in Tapiau bei Königsberg; † 9. November 2005 in Bernex bei Genf) war ein bedeutender deutscher Riechstoffchemiker und Aromaforscher.

## Leben
Günther Ohloff wuchs in Ostpreußen auf und studierte, nach schwerer Kriegsverletzung in der Schlacht von Stalingrad, Pharmazie an den Universitäten Königsberg und Erlangen, sowie Chemie an der Technischen Hochschule Dresden. Ohloff fertigte seine Dissertation dort in der Gruppe von Heinrich Wienhaus mit einer Arbeit über die Kondensation von Terpenen mit Formaldehyd (Prins-Reaktion) an und wurde 1951 promoviert.

## Wirken
Nach zweijähriger Industrietätigkeiten bei Schimmel & Co. in Miltitz (Leipzig), dem bedeutendsten Riechstoffhersteller dieser Zeit, verließ Ohloff Ostdeutschland 1953, um in der Forschungsabteilung von Dragoco, Holzminden, unter Erich Klein zu arbeiten. 1959 wurde er Mitarbeiter von Günther Otto Schenck am damaligen Max-Planck-Institut für Strahlenchemie in Mülheim, wo er sich mit der Anwendung von Singulett-Sauerstoff in der präparativen organischen Synthese, En-Reaktionen und sigmatropen Umlagerungen beschäftigte. 1962 kehrte Ohloff in die Industrie zurück und übernahm die Leitung der Prozess-Forschungsgruppe des Riechstoffherstellers Firmenich in Genf, wo er 1968 zum Leiter der Gesamtforschung und Mitglied des Vorstandes aufstieg, was er bis zu seiner Pensionierung 1989 blieb.
Sein wissenschaftliches Werk, das in 228 Publikationen und 111 Patenten dokumentiert ist, war im molekularen Denken verwurzelt und konzentrierte sich auf die Konfigurationsaufklärung und Reaktivität von Terpenen, die industrielle Synthese von Riechstoffen sowie Struktur–Geruchs-Beziehungen. Ohloff galt als der führendste Experte der systematischen Struktur-Aktivitäts-Forschung von Riechstoffen und stellte eine Reihe empirischer und intuitiv abgeleiteter „Regeln“ zur Vorhersage von Geruchseigenschaften auf, wie etwa die „Triaxiale Regel des Ambrageruchs“. Daneben entdeckte er in Zusammenarbeit mit Albert Eschenmoser die Eschenmoser-Fragmentierung, die daher häufig auch als „Eschenmoser-Ohloff-Fragmentierung“ bezeichnet wird.
Ohloff hat verwegen erscheinende Hypothesen oft mutig aufgestellt und experimentell sorgfältig überprüft. Solche Theorien umfassten auch die Wirkung von Riechstoffen auf menschliche Emotionen und soziales Verhalten. Er bewegte sich gern im Kreise kreativer Querdenker und bekam so wichtige Impulse für originelle wissenschaftliche Arbeiten. Sein 1990 erschienenes Buch Riechstoffe und Geruchssinn. Die molekulare Welt der Düfte gilt als das Standardwerk der Riechstoffchemie und wurde 2011, vollständig überarbeitet, ergänzt und erweitert von Wilhelm Pickenhagen und Philip Kraft, in englischer Sprache erneut aufgelegt, unter dem Titel Scent and Chemistry – The Molecular World of Odors.

## Ehrungen
- Leopold Ružička-Preis der Schweizerischen Chemischen Gesellschaft (1967)
- Ernest Guenther Award der American Chemical Society (1974)
- Hackford Jones Prize der British Society of Perfumery (1980)
- Otto-Wallach-Plakette der GDCh (1981)
- R. H. Wright Award der Simon Fraser University, Canada (1988)

## Veröffentlichungen (Auswahl)
- Riechstoffe und Geruchssinn. Die molekulare Welt der Düfte, Springer-Verlag, Berlin 1990, ISBN 3-540-52560-2. Englische Übersetzung: Scent and Fragrances: The Fascination of Odors and Their Chemical Perspectives, Springer Verlag, New York, 1994, ISBN 0-387-57108-6.
- Irdische Düfte, himmlische Lust, Birkhäuser Verlag 2000, ISBN 3-7643-2753-7. Englische Ausgabe für 2012 angekündigt vom Verlag Helvetica Chimica Acta, Zürich.
- Düfte – Signale der Gefühlswelt, Verlag Helvetica Chimica Acta, Zürich, 2004, ISBN 978-3-906390-30-7.
- gemeinsam mit Wilhelm Pickenhagen und Philip Kraft: Scent and Chemistry – The Molecular World of Odors, Verlag Helvetica Chimica Acta, Zürich, 2011, ISBN 978-3-906390-66-6.